# فرانز باير
فرانز باير (بالألمانية: Franz Beyer)‏ هو عسكري ومحامي ألماني، ولد في 27 مايو 1892 في باوتسن في ألمانيا، وتوفي في 15 أكتوبر 1968 في باد فيسزيه في ألمانيا.